# Орден «Галкыныш»
Орден «Возрождение» (туркм. «Galkynyş») — государственная награда Туркмении.

## История
Орден «Галкыныш» был учреждён Законом Туркмении, принятым 23 сентября 1994 года.
В 2014 году орден принял новый облик.

## Статут ордена
1. Орден Туркмении «Галкыныш» учрежден для награждения за большие трудовые заслуги перед государством и обществом в области производства, науки, культуры, литературы, искусства, народного образования, здравоохранения, в государственной, общественной и других сферах трудовой деятельности.
2. Орденом «Галкыныш» награждаются граждане Туркмении.
Орденом «Галкыныш» могут быть награждены и лица, не являющиеся гражданами Туркмении.
3. Награждение орденом «Галкыныш» производится:
  - за большие заслуги в упрочении независимости страны;
  - за большой вклад в развитие отраслей экономики страны, в повышение эффективности производства и стабильные высокие результаты труда;
  - за большие заслуги в развитии науки и техники, разработке и внедрении их новейших достижений и прогрессивных технологий в производство, за изобретения и рационализаторские предложения, имеющие большое технико-экономическое значение;
  - за большие заслуги в укреплении обороноспособности страны;
  - за особо плодотворную деятельность в области культуры, литературы и искусства;
  - за большие заслуги в обучении и воспитании подрастающего поколения, подготовке высококвалифицированных кадров, в области здравоохранения, развития торговли, жилищно-коммунального хозяйства, бытового обслуживания населения, за особые достижения в развитии физической культуры и спорта;
  - за высокие заслуги в области государственной и общественной деятельности, в укреплении законности и правопорядка;
  - за большие заслуги в развитии экономического, научно-технического и культурного сотрудничества между Туркменией и другими государствами.
4. Лицам, удостоенным награды, вручаются орден «Галкыныш» и удостоверение.
5. Награждённым орденом «Галкыныш» гражданам Туркменистана выплачивается за счёт средств государственного бюджета единовременная премия в размере пятикратной минимальной заработной платы и ежемесячная надбавка к заработной плате, должностному окладу, пенсии или стипендии в размере 30 процентов минимальной заработной платы.
Лица, награждённые орденом «Галкыныш», пользуются льготами в случаях и порядке, установленных законодательством.
6. Орден «Галкыныш» носится на левой стороне груди и при наличии других орденов располагается после ордена «Звезда Президента».

## Описание ордена

### с 1994 по 2014 годы

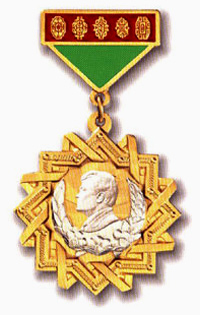

Орден «Галкыныш» имеет форму шестнадцатигранника, состоящего из двух переплетённых восьмигранников.
В середине ордена в круге диаметром 23 мм расположен обращенный вправо профильный портрет президента Туркмении Сапармурата Ниязова. Портрет с левой стороны обрамлен лавровой ветвью, а с правой — двумя пшеничными колосьями, снизу от портрета изображены три коробочки и два листка хлопчатника.
Изображения на лицевой стороне ордена выполняются из серебра.
Лицевая сторона внутреннего восьмигранника окаймлена золотой цепочкой.
Орден «Галкыныш» изготавливается из бронзы, покрытой золотом.
Диаметр ордена 39,5 мм.
Орден посредством колечка соединяется с колодкой, изготовленной из бронзы, покрытой золотом. Колодка состоит из двух частей. Верхняя часть представляет собой прямоугольник шириной 8,8 мм и длиной 28,8 мм. Внутри прямоугольника изображены пять ковровых гелей, покрытые красной эмалью. Нижняя часть колодки представляет собой покрытый зелёной эмалью треугольник, верхняя сторона которого составляет 25 мм, а боковые стороны — по 18 мм.
На оборотной стороне ордена имеются слова на государственном языке «GALKYNYŞ» и «TÜRKMENISTANYŇ ORDENI».

#### Планка ордена

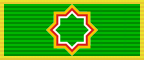

Основа планки ордена выполнена из шёлковой ткани зелёного цвета, в центре её размещён восьмиугольник, края которого обрамлены полосами жёлтого, красного, белого цветов.
Наружные края планки имеют покрытие жёлтого цвета.

### с 2014 года
Знак ордена выполнен в виде восьмиугольника, обрамлённого по краям 80 циркониевыми камнями. Каждый угол восьмиугольника украшен округлым бубенчиком. В пространстве между углами изображены по пять лучей желто-зелёного цвета. Общий диаметр ордена - 44 мм.
В центре знака в центральной части круга диаметром 22 мм на фоне изображения солнечных лучей расположены карта Туркмении, покрытая эмалью зелёного цвета, и позолоченный выпуклый силуэт Монумента Конституции Туркмении и по краям внутренней стороны круга - позолоченные полумесяц и пять звёзд.
С наружной стороны центрального круга ордена в верхней внутренней части кольца диаметром 28 мм и шириной 4 мм, покрытой эмалью зелёного цвета, помещена надпись «GALKYNYŞ», а в нижней части расположены расходящиеся позолоченные оливковые ветви.
В каждом углу ордена размещены по восемь камней красного цвета, а также обрамляющие угол элементы национального орнамента.
Знак с помощью колечка соединяется с колодкой, изготовленной в виде раскрытой книги высотой 20 мм и шириной 31 мм. В середине колодки на колонне, покрытой красной эмалью, расположены пять туркменских ковровых гёлей. Колодка покрыта эмалью зелёного цвета.
Орден «Galkynyş» и его колодка изготавливаются из позолоченного серебра 925 пробы.